# Emily Kusche
Emily Kusche (* 15. Januar 2002 in Berlin) ist eine deutsche Schauspielerin.

## Leben
Kusche wuchs im Berliner Stadtteil Prenzlauer Berg auf. Seit ihrer Grundschulzeit interessierte sie sich für die Schauspielerei und stand für viele Werbespots vor der Kamera. 2011 war sie erstmals in der ZDF-Serie Löwenzahn in einer kleineren Rolle im TV zu sehen. 2013 übernahm sie in der Kinoproduktion Das kleine Gespenst eine der Hauptrollen.
2017 war Kusche als jugendliche Migrantin in dem Filmdrama Tigermilch zu sehen, 2018 folgte eine Hauptrolle an der Seite von Wotan Wilke Möhring in dem Actionfilm Steig. Nicht. Aus!. Ebenfalls gemeinsam mit Möhring spielte sie 2019 in dem Kinofilm Das perfekte Geheimnis und 2020 in der Fernsehserie Sløborn.

## Filmografie
- 2013: Das kleine Gespenst (Kinofilm)
- 2017: Tigermilch (Kinofilm)
- 2018: Steig. Nicht. Aus! (Kinofilm)
- 2018: Ballon (Kinofilm)
- 2019: Dogs of Berlin (Fernsehserie)
- 2019: Das perfekte Geheimnis (Kinofilm)
- 2019: Der Kroatien-Krimi (Fernsehserie, 1 Folge, Der Mädchenmörder von Krac[2])
- 2020: Cortex (Kinofilm)
- 2020–2024: Sløborn (Fernsehserie)
- 2023: Doppelgänger
- 2023: Retribution (Kinofilm)